# The Band Perry
 (février 2024).
The Band Perry est un groupe américain de musique country composé de Kimberly Perry (chant, guitare rythmique, piano) et de ses deux frères, Reid Perry (guitare basse, chœurs) et Neil Perry (mandoline, batterie, accordéon, chœurs). Le groupe a signé chez Republic Nashville en août 2009 et a sorti trois singles : Hip to My Heart, If I Die Young et You lie.

## Historique
Les frères et sœur Perry ont commencé à chanter dès leur enfance qu'ils passèrent à Greeneville, Tennessee. Kimberly Perry commence à chanter réellement dans son propre groupe à l'adolescence, suivie par ses frères Neil et Reid qui travaillent comme machinistes itinérants. Ils ont ensuite commencé à se produire en première partie pour leur propre sœur. En 2005, ils formèrent le groupe, intégrant la tournée New Faces of Country,.
En 2008, The Band Perry est découvert par Bob Doyle, le manager de Garth Brooks, qui les aide à faire des enregistrements. Ces enregistrements ont ensuite été envoyés à Scott Borchetta, responsable du nouveau label Republic Nashville. Le groupe signe chez Nashville République en août 2009 et publie son premier single "Hip to My Heart" le même mois. La chanson a atteint la vingtième place dans les charts country et fut suivie en avril d'un extended play.
Le groupe a sorti son deuxième single, If I Die Young, une chanson écrite par Kimberly Perry, et qui s'est également classée dans le Top 40 des chansons country du pays. If I Die Young et Hip to My Heart sont inclus sur l'album The Band Perry, sorti le 12 octobre 2010. L'album a été produit par Paul Worley et Nathan Chapman,.
Ils ont également collaboré avec Justin Bieber sur le titre Home This Christmas en 2011.

## Discographie

### Album studio
| Année | Détails                                                                        |
| ----- | ------------------------------------------------------------------------------ |
| 2010  | The Band Perry - Date de sortie : 12 octobre 2010 - Label : Republic Nashville |
| 2013  | Pioneer - Date de sortie : 2 avril 2013 - Label : Republic Nashville           |

### Extended Plays
| Année | Détails                                                                        | Meilleures positions | Meilleures positions |
| Année | Détails                                                                        | US Country           | US Heat              |
| ----- | ------------------------------------------------------------------------------ | -------------------- | -------------------- |
| 2010  | The Band Perry EP - Date de sortie : 6 avril 2010 - Label : Republic Nashville | 32                   | 4                    |

### Singles
| 2009                                          | "Hip to My Heart"        | 20 | —  | 101 | — | —  | —  | —  | —  | —  |                                 |                 | The Band Perry |
| 2010                                          | "If I Die Young"         | 1  | —  | 14  | 1 | 4  | 12 | —  | 48 | 82 | - CAN: Platine - US: 5× Platine | - US: 4,740,000 | The Band Perry |
| 2011                                          | "You Lie"                | 2  | —  | 42  | — | —  | —  | —  | —  | —  | - US: Platine                   | - US: 1,000,000 | The Band Perry |
| 2011                                          | "All Your Life"          | 1  | —  | 37  | — | —  | —  | —  | 62 | —  | - US: Platine                   | - US: 829,415   | The Band Perry |
| 2012                                          | "Postcard from Paris"    | 6  | —  | 60  | — | —  | —  | —  | —  | —  |                                 | - US: 405,249   | The Band Perry |
| 2012                                          | "Better Dig Two"         | 1  | 1  | 28  | — | —  | —  | 1  | 42 | —  | - US: Platine                   | - US: 1,506,025 | Pioneer        |
| 2013                                          | "DONE."                  | 8  | 1  | 43  | — | —  | —  | 1  | 48 | —  | - US: Or                        | - US: 782,000   | Pioneer        |
| 2013                                          | "Don't Let Me Be Lonely" | 9  | 2  | 59  | — | —  | —  | 1  | 58 | —  |                                 | - US: 251,000   | Pioneer        |
| 2014                                          | "Chainsaw"               | 20 | 10 | 86  | — | —  | —  | 6  | 88 | —  |                                 |                 | Pioneer        |
| 2014                                          | "Gentle On My Mind"      | 35 | 29 | —   | — | —  | —  | —  | —  | —  |                                 |                 |                |
| 2015                                          | "Live Forever"           | 29 | 27 | —   | — | 32 | —  | 30 | —  | —  |                                 |                 |                |
| 2016                                          | "Comeback Kid"           | 42 | 39 | —   | — | —  | —  | —  | —  | —  |                                 |                 |                |
| "—" signifie que le titre ne s'est pas classé |                          |    |    |     |   |    |    |    |    |    |                                 |                 |                |

### Vidéo clip
| Année | Video             | Réalisateur     |
| ----- | ----------------- | --------------- |
| 2010  | "Hip to My Heart" | Trey Fanjoy     |
| 2010  | "If I Die Young"  | David McClister |
| 2016  | "Live Forever"    | Colin Tilley    |

## Récompenses et nominations
| Année | Association               | Catégorie                                 | Résultat   |
| ----- | ------------------------- | ----------------------------------------- | ---------- |
|       | Country Music Association | Groupe vocal de l'année                   | En attente |
|       | American Country Awards   | Révélation de l'année                     | En attente |
|       | American Country Awards   | Duo/Groupe de l'année                     | En attente |
| 2015  | Grammy Awards             | Meilleure performance d'un groupe country |            |